# ティモシー・ウッド
ティモシー・ライル・ウッド（Timothy Lyle Wood、1948年6月21日 - ）は、アメリカ合衆国出身の男性フィギュアスケート選手。1968年グルノーブルオリンピック銀メダリスト。1969、1970年世界フィギュアスケート選手権優勝。

## 経歴
- 1968年、グルノーブルオリンピックで銀メダルを獲得。
- 1968年、1969年、1970年全米フィギュアスケート選手権 優勝。
- 1969年、1970年世界フィギュアスケート選手権 優勝。

## 主な戦績
| 大会/年      | 1964-65 | 1965-66 | 1966-67 | 1967-68 | 1968-69 | 1969-70 |
| ------------ | ------- | ------- | ------- | ------- | ------- | ------- |
| オリンピック |         |         |         | 2       |         |         |
| 世界選手権   | 13      |         | 9       | 2       | 1       | 1       |
| 全米選手権   | 3       |         | 3       | 1       | 1       | 1       |